# Källby
Källby est une localité de la commune de Götene dans le comté de Västra Götaland en Suède.
Sa population était de 1784 habitants en 2019.